# Everything Is Eventual: 14 Dark Tales
Everything Is eventual: 14 Dark Tales é um livro de 11 contos curtos e 3 novelas publicado pelo escritor americano Stephen King em 2002.

## Contos
| #  | Título                                                | Publicado originalmente em                                                      |
| -- | ----------------------------------------------------- | ------------------------------------------------------------------------------- |
| 1  | "Autopsy Room Four"                                   | Six Stories (1997)                                                              |
| 2  | "The Man in the Black Suit"                           | Edição de 31 de Outubro de 1994 da The New Yorker                               |
| 3  | "All That You Love Will Be Carried Away"              | Edição de 29 de Janeiro de 2001 da The New Yorker                               |
| 4  | "The Death of Jack Hamilton"                          | Edição de 24/31 de Dezembro de 2001 da The New Yorker                           |
| 5  | "In the Deathroom"                                    | Blood and Smoke audio livro (1999)                                              |
| 6  | "The Little Sisters of Eluria"                        | Legends (1998)                                                                  |
| 7  | "Everything's Eventual"                               | Edição de Outubro/Novembro de 1997 da The Magazine of Fantasy & Science Fiction |
| 8  | "L. T.'s Theory of Pets"                              | Six Stories (1997)                                                              |
| 9  | "The Road Virus Heads North"                          | 999 (1999)                                                                      |
| 10 | "Lunch at the Gotham Café"                            | Dark Love (1995)                                                                |
| 11 | "That Feeling, You Can Only Say What It Is in French" | Edição de 22/29 de Junho de 1998 da The New Yorker                              |
| 12 | "1408 "                                               | Blood and Smoke áudio livro (1999)                                              |
| 13 | "Riding the Bullet"                                   | Riding the Bullet e-book (2000)                                                 |
| 14 | "Luckey Quarter"                                      | Edição de 30 de Julho de 1995 da USA Weekend                                    |

"The Little Sisters of Eluria" faz parte da colecção A Torre Negra.

## Ordem das histórias
Na introdução para o livro, King descreve o método incomum que utilizou para ordenar as histórias: 
O que fiz foi tirar todo o naipe de espadas de um baralho de cartas e um coringa. Ás até Rei = 1-13. Coringa = 14. Eu embaralhei as cartas e as distribuí. A ordem em que saíram do baralho se tornou a ordem das histórias, de acordo com a posição na lista que meu editor me enviou. E isso acabou criando um equilíbrio muito bom entre as histórias literárias e as de horror puro. Também adicionei uma nota explicativa antes ou depois de cada história, dependendo de qual posição parecia mais adequada. Próxima coleção: selecionada pelo Tarô

## Adaptações para o cinema
Das histórias que King escreveu para esta coleção, duas se tornaram filmes e outra está em andamento. A novela "Riding the Bullet"  (bra: Montado na Bala) virou um filme lançado diretamente em vídeo com o mesmo nome, em 2004. dirigido por Mick Garris, que fez muitos filmes e minisséries de TV baseados nas obras de King. O filme "1408" (2007) foi lançado nos cinemas, estrelado por John Cusack. "The Death of Jack Hamilton" foi adaptado para o cinema pela primeira vez como parte do acordo "Dollar Baby" de King, e um teaser oficial do filme foi lançado em 1º de setembro de 2012, embora o filme em si nunca tenha sido lançado.